# Dendrobium nativitatis
Dendrobium nativitatis är en orkidéart som beskrevs av Henry Nicholas Ridley. Dendrobium nativitatis ingår i släktet Dendrobium, och familjen orkidéer. Inga underarter finns listade i Catalogue of Life.